# 普通治罪法陸軍治罪法海軍治罪法交渉ノ件処分法
普通治罪法陸軍治罪法海軍治罪法交渉ノ件処分法（ふつうちざいほうりくぐんちざいほうかいぐんちざいほうこうしょうのけんしょぶんほう、明治18年太政官布告第12号）は、刑事手続について一般人を対象とする治罪法と軍人を対象とする陸軍治罪法及び海軍治罪法との関係を規定した日本の法（太政官布告）。大正10年（1919年）に陸軍軍法会議法及び陸軍軍法会議法が制定され、一般の裁判所との関係については、刑事交渉法（大正10年4月26日法律第92号）が制定されたことによって、廃止された。

## 概要
- 常人が陸軍刑法又は海軍刑法の罪を犯したときは、普通裁判所において審判する（1条本文）。ただし、刑の執行は、普通の規則に従う（1条ただし書）。
- 軍人と常人とがともに重罪又は軽罪を犯したときは、軍人は軍法会議の判決に付し、常人は普通裁判所の公判に付す（2条前段）。
  - 軍衙において共犯者を逮捕したときは、常人は、審問の上、証憑書類とともに管轄の普通裁判所の検事に送致する（2条後段）。
  - 普通裁判所において共犯者を逮捕したときは、軍人は、審問の上、証憑書類とともに被告人の所属長又は陸海軍検察官に送致する（2条後段）。
- 敵前、軍中、臨戦合囲の地又は海軍諸用に供する船舶において重罪又は軽罪を犯したときは、常人であっても、軍法会議において審判することができる（3条本文）。ただし、戒厳令11条及び12条に掲げるものについては、軍法会議において審判しなければならない（3条ただし書）。
- 軍法会議と普通裁判所との管轄違いについては、軍法会議又は普通裁判所の言渡しに対して普通治罪法に定める手続に従い大審院に上告することができる（4条本文）。ただし、軍法会議の言渡しに対して上告することができるのは被告人に限る（4条ただし書）。
- 多衆の軍人と常人とが闘殴殺傷その他疑讞に係る罪を犯したときは、軍官法司会同が審問することができる（5条）。
- 軍法会議と普通裁判所とを問わず、すでに確定した裁判の効力は、互いに侵すことができない（6条）。

## 趣旨
当時、一般の刑法の罪と、陸・海軍刑法の罪は裁判権の所在が異なっていたところ、一般人が陸・海軍刑法の罪を犯した場合や軍属が一般の刑法の罪を犯した場合について、管轄を明らかにしておく必要がある。
本法制定前の旧陸・海軍治罪法では、①陸・海軍刑法の裁判は軍法会議が行う、②軍属は普通裁判所の裁判に付さない、③相互矛盾する判決を防ぐため共犯は分割して裁判しない、この3つの原則から、一般人が軍属と共同して陸・海軍刑法の罪を犯した場合、軍法会議にて裁判するものとしていた。しかし、例えば数万人が共同して国事犯の罪を行うような場合に1人の軍人がその中にいたならば、全員を軍法会議にかけなくてはならずあまりに不便であるし、だからと言ってこれを普通裁判所の管轄とするならば、多数の軍人の中に1人の一般人がいた場合を考えると、全員を普通裁判所の裁判にかけなくてはならない。これは被告人に不利益のみならず、その移送も大変であり、証拠調べにも不便である。
このような問題から、一般人と軍属の共犯の裁判を例外的に分割するほか、単独犯を含めて原則として一般人は普通裁判所で、軍属は軍法会議で取り扱うこととしたのが、本法の大枠である。これによって通常裁判所と軍法会議で相互矛盾する判決が出ることは致し方ないものとされた。